# Eustala mourei
Eustala mourei là một loài nhện trong họ Araneidae.
Loài này thuộc chi Eustala. Eustala mourei được Cândido Firmino de Mello-Leitão miêu tả năm 1947.